# Rachel McLish
Rachel McLish, geboren als Rachel Livia Elizondo (Harlingen (Texas), 21 juni 1958) is een Mexicaans-Amerikaanse bodybuilder. Zij won de Ms. Olympia in 1980 en 1982.
Later speelde ze ook mee in enkele speelfilms, zoals Pumping Iron II: The Women, Getting Physical Aces: Iron Eagle III en Raven Hawk.
Ook schreef ze enkele boeken.

## Persoonlijk leven
Op de universiteit leerde Rachel John McLish kennen en in 1979 trouwden ze. Ze hertrouwde in 1990 met filmproducer Ron Samuels.